# Sutan Anwar
Sutan Anwar (né le 21 mars 1914 en Indonésie et mort à une date inconnue) était un joueur de football international indonésien, qui évoluait au poste de milieu de terrain.

## Biographie
Il joue durant sa carrière dans le club du Vion Batavia.
Il fait partie de l'équipe des Indes néerlandaises, qui est le premier pays asiatique à participer à une coupe du monde, celle de 1938.
L'équipe des Indes néerlandaises s'incline 6-0 au 1er tour contre la Hongrie, future finaliste de la compétition.